# Shy’m
Tamara Marthe, művésznevén Shy'm (Trappes, 1985. november 28. –) francia énekesnő. Első albuma 2006-ban jelent meg Mes fantaisies címmel, melyet hat további nagylemez követett, ebből három ért el platina státuszt, köztük a 2012-es Caméléon, amely az énekesnő legnagyobb sikere volt. 2012-ben, 2013-ban és 2015-ben elnyerte a legjobb frankofón énekesnőnek járó NRJ Music Award-díjat.

## Élete
1985. november 28-án született Trappes-ben, Párizs egyik külvárosában, zenei és művészi irányultságú családba. Édesanyja francia, édesapja martinique-i. Gyerekkorától érdekelte a zene és a tánc, a zouk és az R&B volt rá nagy hatással. 17 évesen érettségizett le, és már iskolai tanulmányai alatt zenei demófelvételeket készített. Tanulmányai befejezését követően Párizsba ment, ahol elküldte felvételeit lemezkiadó cégeknek. Ekkor figyelt fel rá a libanoni-kanadai rapper és producer, K-Maro, aki lehetőséget adott neki, hogy közreműködjön következő kislemezén. Marthe ekkor vette fel a Shy'm művésznevet, amely egy szóösszerántás eredménye: az angol "shy" (félénk – az énekesnő elmondása szerint visszahúzódónak, félénknek tartja magát) és a "Martinique" szavakból áll össze (kb. "félénk martinique-i").
K-Maro 2005-ben jelentette meg "Histoires de Luv" című dalát, amelyen Marthe vokáljai először hallhatóak. A dalt Montréalban vették fel. Az énekesnő innentől gyorsan népszerűvé vált, a következő évben már meg is jelent első önálló nagylemeze, a Mes fantaisies, melynek szövegírói, produceri és zeneszerzői munkálatait szintén K-Maro jegyzi. Az album első kislemeze, a Femme de couleur 5. helyet ért el a francia kislemezlistán. Shy'm 2007-ben szerepelt továbbá a népszerű francia show-műsorban, a Fort Boyard-ban.
2011-ben szerepelt a Dancing with the Stars show-műsor francia változatának, a Danse avec les stars-nak a második évadában, amelyet meg is nyert. Partnere Maxime Dereymez táncművész volt. 2012-ben tagja lett a Les Enfoirés jótékonysági szervezetnek.
Shy'm zenéjében ötvözi a popzene, az R&B, a soul és a hiphop stílusjegyeit, későbbi albumain pedig dance és szintipop hatások is fellelhetőek.

## Diszkográfia

### Nagylemezek
- Mes Fantaisies (2006)
- Reflets (2008)
- Prendre l'air (2010)
- Caméléon (2012)
- Solitaire (2014)
- À nos dix ans (2015)
- H.E.R.O.S. (2017)
- Agapé (2019)

## Díjai
- NRJ Music Award az év Legjobb Frankofón Női Előadójának – 3 alkalommal (2012, 2013, 2015)

## Fordítás
- Ez a szócikk részben vagy egészben  a   Shy'm című angol Wikipédia-szócikk ezen változatának fordításán alapul.  Az eredeti cikk szerkesztőit annak laptörténete sorolja fel. Ez a jelzés csupán a megfogalmazás eredetét és a szerzői jogokat jelzi, nem szolgál a cikkben szereplő információk forrásmegjelöléseként.